# دون نونيو دي لارا

## اصول الأسرة
كان ابن الكونت غونزالو نونيز دي لارا ، وامه ماريا دياز دي هارو إي أزاجرا كان أجداده الكونت نونيو بيريز دي لارا وزوجته تيريزا فرنانديز دي ترابا ، وجده من الام كان دييغو لوبيز الثاني دي هارو 

## السيرة الذاتية
تاريخ ميلاده غير معروف. تمرد والده ، الكونت غونزالو نونيز دي لارا ، في عدة مناسبات ضد فرناندو الثالث ، ملك قشتالة ، ولكن على الرغم من ذلك قام ألفونسو إكس دي كاستيلا ، ابن فرناندو الثالث ، بحماية نونيو غونزاليس دي لارا ، على الرغم من أن والده يتذكر دائما الإهانات التي تلقاها من كازا دي لارا .
حوالي عام 1240م ، نقل فرناندو الثالث سيادة ودخل إيسيجا إلى ابنه المولود الأول ، الرضيع ألفونسو ، الذي عهد بامتلاك هذه المجموعة إلى صديقه ، نونيو غونزاليس دي لارا ، الذي أصبح أحد الاشخاص المفضلين لديه و رافقه في الحملة المورسية من 1243-1244 ، حيث ظهر اسمه بين المؤيدين في مرسوم صدر في 30 سبتمبر 1244 ، حيث باع زيد أبو زيد القائد المرابطي ثلاث قلاع لأمير سانتياغو الموجود في مملكة أراغون . عام 1244 ، بعد أوامر الملك فرناندو الثالث ، وبصحبته صهره رودريغو فرنانديز دي كاسترو ، حاصر بلدية أرجونا التي استسلمت بعد وصول ملك قشتالة من ليون وقواته.
بين 1245 و 1246 ظهر كمثبت في العديد من الامتيازات الملكية. في 7 يوليو 1246 ، أعطى نونيو غونزاليس دي لارا خوان أسقف بورغوس وهيمنة سانتا ماريا دي ساسامون وكل ما يملكه في ذلك المكان ، مقابل 500 مارافيدي وعباءة. 
في عام 1246 ، أثناء الحرب الأهلية البرتغالية التي واجهت ملك البرتغال سانشو الثاني مع شقيقه ألفونسو من بولونيا ، غزا ألفونسو العاشر ملك قشتالة مملكة البرتغال بجيش لتقديم المساعدة إلى سانشو الثاني ملك البرتغال ، على الرغم من معارضة فرناندو الثالث القديس ، الذي لم يرغب في التدخل في الصراع البرتغالي. دخل Infante Alfonso البرتغال برفقة مجموعة من فرسان أراغون والعديد من أقطاب قشتالة ، بما في ذلك Nuño González de Lara و Rodrigo Gómez de Trastamara و Diego López III de Haro شقيق Mencía López de Haro ، زوجة الأخير منسانشو الثاني من البرتغال . ومع ذلك ، فإن نقص الدعم في مملكة البرتغال للملك سانشو الثاني والتهديدات من البابا ، الذي منعهم من الدفاع عن سانشو الثاني من البرتغال ، تسبب في عودة ألفونسو ورفاقه إلى مملكة قشتالة في مارس 1247 ، وبعد شهر ، كان ألفونسو في مدينة بورغوس  عام 1248 ، كان نونيو غونزاليس دي لارا حاضرًا في الموقع وغزو مدينة إشبيلية .

## معركة الدونونية ومقتله
عُرفت هذه المعركة بموقعة الدونونيّة نسبة إلى دون نونيو دي لارا قائد الجيش القشتالي.
بعد تهديدات ألفونسو العاشر لمملكة غرناطة العربية وملكها محمد الفقيه ابن الأحمر وعدم جدوى المعاهدات معه وخاصة ان القوات القشتالية بدأت في السير إلى غرناطة إستنجد ابن الاحمر بالدولة المرينية في المغرب فلبى النداء السلطان يعقوب المنصور المريني 
في سنة 674 هـ 1276 م يلتقي جيش المسلمين بقيادة يعقوب المنصور المريني وجيش قشتالة بقيادة دون نونيو دي لارا بالقرب من مدينة قرطبة في موقعة الدونونية العظيمة. بدأ المنصور المريني، يحفز الناس بنفسه على القتال، وكان مما قاله في خطبته الشهيرة في تحفيز جنده في هذه الموقعة:، ألا وإن الجنة قد فتحت لكم أبوابها، وزينت حورها وأترابها، فبادروا إليها وجِدُّوا في طلبها، وابذلوا النفوس في أثمانها، ألا وإنّ الجنّة تحت ظلال السيوف [إِنَّ اللهَ اشْتَرَى مِنَ المُؤْمِنِينَ أَنْفُسَهُمْ وَأَمْوَالَهُمْ بِأَنَّ لَهُمُ الجَنَّةَ يُقَاتِلُونَ فِي سَبِيلِ اللهِ فَيَقْتُلُونَ وَيُقْتَلُونَ وَعْدًا عَلَيْهِ حَقًّا فِي التَّوْرَاةِ وَالإِنْجِيلِ وَالقُرْآَنِ وَمَنْ أَوْفَى بِعَهْدِهِ مِنَ اللهِ فَاسْتَبْشِرُوا بِبَيْعِكُمُ الَّذِي بَايَعْتُمْ بِهِ وَذَلِكَ هُوَ الفَوْزُ العَظِيمُ] {التوبة:111}. فاغتنموا هذه التجارة الرابحة، وسارعوا إلى الجنة بالأعمال الصالحة؛ فمن مات منكم مات شهيدا، ومن عاش رجع إلى أهله سالما غانما مأجورا حميدا، فـ [اصْبِرُوا وَصَابِرُوا وَرَابِطُوا وَاتَّقُوا اللهَ لَعَلَّكُمْ تُفْلِحُونَ] {آل عمران:200}.
كان من جراء هذا أن عانق الناس بعضهم بعضا للوداع، وبكوا جميعا،
وبهؤلاء الرجال الذين أتوا من بلاد المغرب، وبهذه القيادة الربانية، وبهذا العدد الذي لم يتجاوز العشرة آلاف مقاتل حقق المسلمون انتصارا باهرا وعظيما، وقتل من النصارى ستة آلاف مقاتل، وتم أسر ثمانية آلاف آخرين، وقتل دون نونيو قائد قشتاله في هذه الموقعة، وقد غنم المسلمون غنائم لا تحصى، وما انتصر المسلمون منذ موقعة الأرك في سنة 591 هـ 1195م إلا في هذه الموقعة، موقعة الدونونية في سنة 674 هـ 1276 م من الهجرة